# Джексон Ван
Джексон Ван (кит. трад. 王嘉爾, спр. 王嘉尔, піньїнь: Wáng Jiāěr, акад. Ван Цзяар, нар. 28 березня 1994) — гонконзький репер, співак і танцюрист. Займає позицію головного репера південно-корейського бой-бенду GOT7. Також відомий завдяки участі в телешоу «Сусід по кімнаті». Джексон поліглот, він вільно володіє англійською, корейською, ⁣ китайською (кантонським діалектом, мовою мандарин, шанхайським діалектом), а також розмовною французькою та японською.
Закінчив 11 класів в Американській Міжнародній школі в Гонконзі.
Ще з дитинства Джексон займався фехтуванням, і був членом фехтувальної команди Гонконгу. Зайняв 11 місце на Літніх юнацьких Олімпійських іграх у 2010 році та перше місце на чемпіонаті з фехтування у 2011 році. У липні 2011 року переїхав у Сеул після того, як пройшов музичне прослуховування. У січні 2014 року, після двох років стажування, Ван дебютував як один з учасників групи GOT7.

## Біографія
Джексон народився 28 березня 1994 року в Гонконзі, та є другою дитиною в сім'ї. Його старший брат проживає в Австралії разом зі своєю сім'єю. Його батько, Ван Жуйцзі, був членом китайської національної команди з фехтування і золотим медалістом Азійських ігор, мати — Чжоу Пін, була олімпійською гімнасткою з Шанхая. У віці 6 років Джексон вирішив піти по стопам своєї матері та почав займатися гімнастикою. У 2003 році, у віці 9 років, Джексон виграв чемпіонат Гонконгу з гімнастики (в категорії змішані пари). У віці 10 років він проходив відбір у національну збірну з гімнастики.
У 2006 році Джексон виграв золоту медаль у національному чемпіонаті з фехтування в молодшій віковій категорії (кадети). У 2008 Джексон уперше представляв Гонконг на Всесвітньому турнірі молоді в Італії.
У 2009 році він отримав золоту медаль на Чемпіонаті Азії серед юніорів і кадетів. У 2010 році Джексон — срібну медаль (в індивідуальній першості) і золоту медаль (у командному) на чемпіонаті країни серед кадетів. Також взяв 5-те місце на Кубку-сателіті в Данії (січень 2010), 3-те місце (в індивідуальній першості) і друге місце (в команді) в категорії кадетів; 7-е місце (індивідуальна першість) і 3-те місце (в команді) в категорії юніорів на Азійському чемпіонаті з фехтування серед юніорів і кадетів, що пройшов на Філіппінах у січні 2010. Зайняв 1-е місце на світовій першості з фехтування серед юніорів і кадетів, що пройшов у рамках Юнацьких Олімпійських Ігор у Сінгапурі в серпні 2010 року.
У 2010 році на прослуховуванні JYPE в Гонконзі став переможцем та зайняв перше місце серед понад 2000 кандидатів. Перед ним і його сім'єю постав вибір між продовженням спортивної кар'єри фехтувальника і не зовсім зрозумілим майбутнім, як стажиста в JYPE. До цього батько Джексона хотів, щоб той продовжував займатися фехтуванням, а пізніше вступив на навчання в США, а мати не хотіла, щоб Джексон жив у Кореї зовсім один і упустив шанс на навчання в Стенфорді.
У березні 2011 року Джексон виграв дві золоті медалі в індивідуальному і груповому турнірах на Чемпіонаті Азії серед юніорів і кадетів у Таїланді, попри те, що він отримав травму щиколотки за день до змагань. Протягом трьох місяців після цього він продовжував старанно готуватися до Олімпійських ігор 2012 року в Лондоні, маючи мету потрапити на Олімпіаду 2016 року в Ріо-де-Жанейро.
В інтерв'ю, що вийшло в перших числах липня 2011 року, Джексон був названий «видатним спортсменом Гонконгу», що ставив за мету потрапити на Олімпіаду-2016, але в кінці інтерв'ю він додав: «У світі немає нічого неможливого, всяке може трапитись».
3 липня 2011 року Джексон офіційно переїхав до Кореї. 13 вересня 2013, Джексон разом іншими стажистами, зокрема і з інших агенцій виступили на змаганні YG і JYP на шоу під назвою «Who is next». Учасники від JYP, включаючи самого Джексона, зацікавили публіку, особливо к-поперів
16 січня 2014 років відбувся дебют Джексон як репера в складі корейського бойз-бенду GOT7.

## Кар'єра

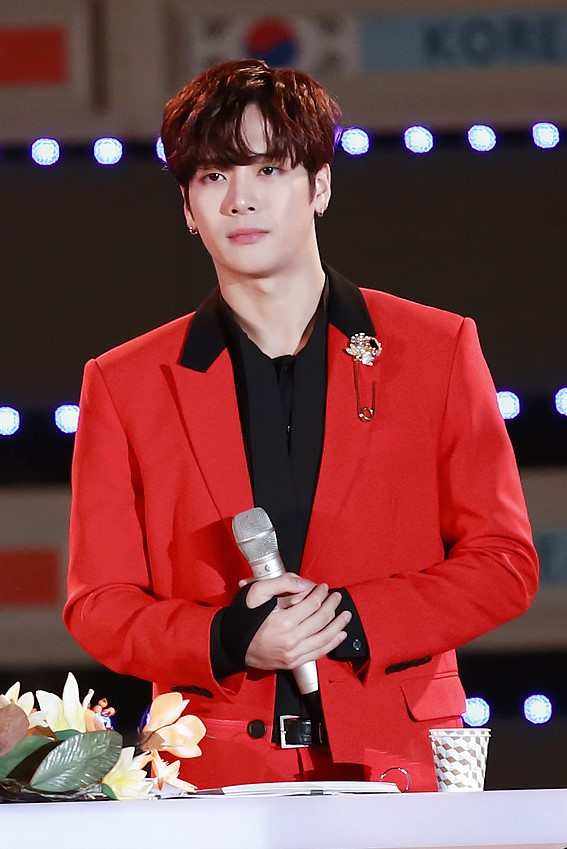

Дебют групи відбувся 16 січня 2014 року, із піснею під назвою «Girls Girls Girls» та міні-альбомом Got It?. В цей самий рік він з'явився в шоу «Сусід по кімнаті», внаслідок чого його популярність на території Кореї значно збільшилась, і він отримав нагороду новачка на SBS Entertainment Awards.
У травні 2015 років Джексон став ведучим музичного шоу Inkigayo замість Кванхо (учасник гурту ZE: A). У грудні того ж року відбувся його дебют вже на китайському телебаченні.
У березні 2016 року він був призначений головним ведучим шоу Fresh Sunday на Hunan TV. 29 були представлені його власні пісні «I Love It» та «WOLO (We Only Live Once)» разом з одногрупниками БемБемом і Югемом.
Сольний дебют відбувся 26 серпня 2017 року.
26 червня 2017 років Джексон заснував свою власну студію під назвою Team Wang (офіційно студія зареєстрована під назвою «Культурно-Музична студія Ван Цзя Ера» з філіалами в Шанхаї і в Гонконзі).
Через два місяці, після заснування власної студії, Ван Цзя Ер дебютував з сольним синглом «Papillon».
Після «Papillon» були випущені такі сольні сингли, як «Okay» і «Dawn of Us» та безліч інших пісень у колабораціях з відомими китайськими й американськими музикантами.
6 листопада 2018 років Джексон випустив музикальне відео на пісню «Different Game» спільно з американським виконавцем Gucci Mane.
13 січня 2019 року було випущено сингл «Red» в колаборації з китайським репером ICE.
12 квітня 2019 роки випустив кліп на пісню «Oxygen».
25 жовтня 2019 роки випустив свій дебютний сольний альбом «MIRRORS».

## Дискографія
- Mirrors (2019)
- Magic Man (2022)

## Відеографія

### Камео
| Рік  | Виконавець | Назва            |
| ---- | ---------- | ---------------- |
| 2015 | Amber      | Shake That Brass |
| 2016 | The Unnies | Shut Up          |

## Нагороди та номінації
| Рік  | Церемонія                      | Номінація                                     | Робота                | Результат |
| ---- | ------------------------------ | --------------------------------------------- | --------------------- | --------- |
| 2014 | Розважальна премія SBS         | Найкращий новий учасник розважальної програми | «Співмешкання»        | Перемога  |
| 2016 | Top Chinese Music Awards       | Найулюбленіша розважальна пара з Хе Цзюном    | «Уперед! Холодильник» | Перемога  |
| 2016 | Tencent Video Star Awards      | Annual Variety Star Award                     | «Уперед! Холодильник» | Перемога  |
| 2016 | Розважальна премія MBC         | Найкращий новий учасник розважальної програми | «Справжній чоловік»   | Номінація |
| 2016 | I-Magazine Fashion Face Awards | Asian Male                                    | Н/Д                   | Номінація |
| 2016 | Weekly Idol Awards             | Ідеальне збіг з Джіньоном                     | Н/Д                   | Перемога  |
| 2017 | 2016 Sina Weibo Night Awards   | Популярний артист року                        | Н/Д                   | Перемога  |
| 2017 | 2016 Tencent Star Awards       | Star Variety                                  | «Уперед! Холодильник» | Перемога  |
| 2018 | Teen Choice Award              | Choice Next Big Thing                         |                       | Перемога  |
| 2018 | BreakTudo Awards               | K-Pop Male Artist                             |                       | Перемога  |
| 2019 | 2018 Sina Weibo Night Awards   | Weibo Original Musician of the Year           |                       | Перемога  |